# Бойкот Державної думи
Бойкот Державної думи — тактика більшовиків у період революції 1905—1907, розрахована на зрив роботи Державної думи та мобілізацію мас на збройне повстання проти царизму.
Вперше застосований більшовиками 1905 року, в зв'язку із виданням царського маніфесту від 6 серпня 1905 про скликання дорадчого органу — Державної думи, за допомогою якої цар намагався відвернути маси від революційної боротьби й тим самим утихомирити революцію. Бойкотуючи Думу, більшовики закликали народ до загального політичного страйку, збройного повстання проти царизму.
Більшовицькі організації України — Катеринославська, Харківська та ін. — також активно бойкотували Булигінську думу. На противагу більшовикам меншовики вітали Думу і розглядали її як центр згуртування революційних сил.
Лідер більшовиків Ленін заявля, що «дворянсько-буржуазна дума» не може стати знаряддям демократичної революції. «Це — тільки іграшкова прибудовоч-ка до чиновницької і поліцейської будівлі… той самий російський поліцейський участок в розширеному вигляді».
Проєкт «булигінська думи» був зметений наростаючою революційною хвилею. Наляканий загальним жовтневим політичним страйком, царський уряд видав 17 (ЗО) жовтня 1905 маніфест, в якому обіцяв народові «законодавчу думу». Закон про вибори в нову думу було опубліковано в розпалі повстання у Москві 11 (24) грудня 1905. За рішенням Таммерфорської конференції РСДРП (грудень 1905) більшовики знову оголосили бойкот Думи.
Бойкот 1-ї Державної думи був невдалий, бо проводився в умовах спаду масового революційного руху, який почався після поразки Московського повстання. В серпні 1906, в умовах спаду революції, В. І. Ленін поставив питання про перегляд думської тактики. Враховуючи нову обстановку, більшовики взяли участь у виборах до 2-ї, а пізніше до 3-ї і 4-ї Дум, ставлячи перед собою завдання використати їх як трибуну для агітації за гасла партії.